# Dansk Autohjælp
Dansk Autohjælp A/S var en dansk virksomhed, der primært beskæftigede sig med autohjælp, sekundært forskellige former for assistanceydelser. Virksomheden består af Dansk Autohjælp A/S og FDM Vejhjælp A/S. 
I 2012 blev Dansk Autohjælp opkøbt af assistanceorganisationen SOS International. I den forbindelse ændrede Dansk Autohjælp navn til SOS Dansk Autohjælp.
Virksomheden drives på franchisebasis fra koncernhovedkontoret i Risskov, hvor centraladministrationen har til huse sammen med vagtcentralen. Der er ansat ca. 100 medarbejdere på hovedkontoret og ca. 800 hos de selvstændige vognmænd fordelt på 47 stationer.
Dansk Autohjælp er i dag en af de største autohjælp udbydere i Danmark til assistance af autohjælp til private. Hvert år der modtager Dansk Autohjælp døgnåbne central 450.000 opkald. .

## Historie
Siden 1930 havde Falck konkurreret med Zone-Redningskorpset om ambulancekørsel, brandvæsen og autohjælp i Danmark, men konkurrencen var hård og det viste sig svært at få det nye redningskorps til at udvikle sin økonomi. Derfor begyndte man hen over sommeren 1962 forhandlinger om en sammenlægning af de to selskaber, hvilket førte til, at Falck overtog Zone-Redningskorpset 1. januar 1963 og videreførte sig de næste 10 år som Falck-Zonen.
I de senere år arbejdede FDM med at opbygge sin egen autohjælpsorganisation under navnet FDM Vejhjælp, men forsøget gik ikke helt som forventet, så 10 selvstændige vognmænd valgte at slå deres nu uudnyttede ressourcer sammen i en forening kaldet Dansk Autohjælp. Foreningen blev stiftet 8. december 1979 i København.
Det gik trægt med forretningen og ikke mindst kundetilgangen i starten, så Falck anså dem ikke som en reel konkurrent. Men i 1988 begyndte tingene at vende: Den store konkurrent var kommet i økonomisk uføre og blev opkøbt af forsikringsselskabet Tryg-Baltica, hvilket fik Topdanmark til i en modreaktion at indgå aftale med foreningen Dansk Autohjælp om at tilbyde sine kunder autohjælpsabonnementer. I 1988 starter projektet som et forsøg, men udmunder det følgende år i en rigtig kontrakt om samarbejdet. Kundetilgangen eksploderede og gav Topdanmark en væsentlig indflydelse på forretningens videre udvikling.
Som følge af udviklingen, var forretningsstrukturen med med en forening blevet uhensigtsmæssig, så i 1992 omdannede man virksomheden til et anpartsselskab, Dansk Autohjælp Holding, der så skulle eje Dansk Autohjælp. Samtidig oprettede man en fond. Anparterne blev fordelt ud til primært vognmændene, sekundært fonden og tertiært administrerende direktør Erik Rose-Andersen. På dette tidspunkt havde 2.000 kunder tegnet abonnement – primært via Topdanmark.
To år senere i 1994 fremsatte man en forretningsplan, der opsatte målsætninger om, at 1/3 af kunderne skulle være fra Topdanmark, 1/3 almindelige abonnenter og 1/3 fra andre forsikringsselskaber og gennem mobilitetsaftaler. 10 år senere havde man skaffet sig flere kunder, hvilket betød, at Topdanmarks betydning var blevet mindre, men dog fortsat var den største kunde.
1995 betød en tilbagevenden til FDM, da man her valgte at gå bort fra at tilbyde sine medlemmer autohjælpsabonnementer hos Falck og i stedet satse på Dansk Autohjælp. I alt vurderes FDM's medlemmer at tælle ca. 80.000 autohjælpskunder.
Op gennem 1990'erne eksploderede kundetilgangen endnu en gang med en gennemsnitlig årlig tilgang på ca. 40.000 kunder, hvilket betød, at man i første halvdel af 2000'erne rundede 500.000 kunder. Samtidig kunne man også – inspireret af Falck – tilbyde sine kunder sygetransport/ambulancekørsel gennem Dansk Sygetransport, samt udstyr til førstehjælp og brandslukning. Medio 2004 fordelte markedsandelene sig med cirka 60 % til Falck og 40 % til Dansk Autohjælp.
Senest i 2007 blev Dansk Autohjælp og FDM's tætte samarbejde styrket, da man oprettede et nyt FDM Vejhjælp ved, at det europæiske bilklubsamarbejde ARC valgte at flytte sine mobilitetsaftaler fra Falck hertil. Aftalen omfattede yderligere ca. 80.000 kunder svarende til ca. 20 % af mobilitetsaftalemarkedet.
Efter flere årtier præget af succes og fremgang oplevede Dansk Autohjælp i 2007 og 2008 sine første store kriser. I maj 2007 fik hele koncernen et nyt IT-system, kaldet DAHTI, men systemet viste sig at være stærkt mangelfuldt. Konsekvensen var, at Dansk Autohjælp fik store problemer med at fakturere sine ydelser, ligesom det blev nødvendigt at ansætte et stort antal medarbejdere, som manuelt måtte udføre mange af de opgaver, som egentlig skulle have været løst af DAHTI. Først i slutningen af 2008 kom der styr på IT-systemet, men på det tidspunkt havde IT-problemerne været stærkt medvirkende til, at Dansk Autohjælp måtte notere et underskud på 24 mio. kr. i 2008. Ved udgangen af 2008 var selskabets egenkapital reduceret til godt 22 mio. kr. 
2008 betød også et farvel til Dansk Autohjælps mangeårige direktør og medejer Erik Rose Andersen. Det skete efter en ekstraordinær generalforsamling den 3. januar 2008, hvor både bestyrelse og ledelse blev udskiftet. Som ny direktør tiltrådte Tom Petersen. I sin første ledelsesberetning kunne den nye direktør konstatere, at selskabet trods sin størrelse ikke hidtil havde udarbejdet budgetter: "Ved ledelsens tiltræden 3. januar 2008 konstateredes det, at at der ingen procedure for budgettering og budgetopfølgning fandtes i koncernen. Grundet de store mangler i såvel nyt IT-system som i økonomiafdelingen var det ikke muligt at udarbejde budgetter for året 2008."
I 2008 afsluttede Dansk Autohjælp også sit første internationale engagement. Dansk Autohjælp havde sammen med en lokal partner oprettet et joint venture-selskab i Tyrkiet, som Dansk Autohjælp ejede 59 % af. Men der opstod en betydelig uenighed melem forretningspartnerne, hvilket førte til, at det blev svært for Dansk Autohjælp at få information fra den tyrkiske partner og dermed fra det fælles selskab. Yderligere opstod der uenighed om, hvor stor en del af det fælles selskab, som rent faktisk var ejet af Dansk Autohjælp, og ved slutningen af 2008 verserede der fire retssager mellem Dansk Autohjælp og den tyrkiske partner, hvilket fik Dansk Autohjælp til at nedskrive værdien af datterselskabet til 0 kr. 
Markedssituationen udviklede sig også dramatisk i 2008 og 2009. Selskabet Totempo påbegyndte autohjælpsaktiviteter og erobrede flere forsikringsselskaber som kunder – et marked, som ellers var domineret af Dansk Autohjælp. Efter Totempo i slutningen af 2008 fik økonomiske problemer, kunne Dansk Autohjælp imidlertid notere en stor sejr, da forsikringsselskabet TrygVesta i februar 2009 meddelte, at man havde indgået aftale med Dansk Autohjælp om autohjælp til 300.000 TrygVesta-kunder. 
Dansk Autohjælp fik dog kun lov til at glæde sig over de 300.000 nye kunder i kort tid. I juni 2009 meddelte Topdanmark overraskende, at selskabet fra 2010 ville samarbejde med Falck om autohjælp til Topdanmarks kunder. Dermed mistede Dansk Autohjælp den kunde, som i 1989 betød starten på de følgende årtiers voldsomme ekspansion og som fortsat i 2009 var en af Dansk Autohjælps største kunder og nærmeste samarbejdspartnere. Årsagen til Topdanmarks opsigelse af samarbejdet var angiveligt utilfredshed med, at Topdanmarks største konkurrent, TrygVesta, få måneder tidligere også var blevet kunde hos Dansk Autohjælp. 
I 2012 blev Dansk Autohjælp opkøbt af assistanceorganisationen SOS International . Efterfølgende har Dansk Autohjælp ændret navn til SOS Dansk Autohjælp, hvilket dog ikke har haft yderligere betydning i forhold til nuværende setup, medarbejdere eller abonnementsvilkår for kunderne. Dermed er det stadig den karakteristiske gule farve på redningskøretøjernebilerne, som man vil kunne genkende i gadebilledet. SOS Dansk Autohjælp leverer vejhjælp til forsikring- og mobilitetskunder samt sælger til private og erhvervsdrivende. 